# ألف ليلة وليلة (أغنية)
ألف ليلة وليلة هي أغنية غنتها أم كلثوم عام 1969 من كلمات مرسي جميل عزيز، وألحان بليغ حمدي، وهي من مقام موسيقي يسمى (فرح فزا) وهو أحد مشتقات مقام النهاوند وهو من أكثر المقامات الموسيقية التي يستخدمها الملحنون العرب في الأغاني الرومانسية.[بحاجة لمصدر]

## الأغنية
- هذه الأغنية هي ثالث أغنية تغنيها أم كلثوم من كلمات مرسي جميل عزيز، بعد أغنيتي «سيرة الحب» عام 1964، و«فات الميعاد» عام 1967، وهي آخر لقاء لها معه، والأغاني الثلاث من تلحين بليغ حمدي.[1]
- تبدأ الأغنية بمقدمة موسيقية، فيها أكثر من فقرة على العزف المنفرد على الآلات مختلفة. وربما تعدّ هذه المقدمة هي أفضل عمل موسيقي قدمه بليغ حمدي في مسيرته الفنية. في الجزء الأخير من المقدمة، الذي يُستخدم فيه الأكورديون والساكسفون، يقدم بليغ جزءاً فيه موسيقى شعبية خالصة، وتبدو آلة الساكسفون رغم أصلها الغربي معبرة تماماً عن هذا الجو الشعبي.
- في المقطع الذي يبدأ بعبارة «يا حبيبي إيه أجمل م الليل..»، يستخدم بليغ حمدي الإيقاع المعروف المستخدم في الأفراح في البيت الذي يقول:

- في المقطع الأخير تختم الأغنية بدعاء يقسمه بليغ إلى جزأين. الجزء الأول لحن رومانسي وهو الذي يبدأ بعبارة «يا رب تفضل حلاوة أول لقا في إيدينا»، أما الجزء الثاني فهو جزء شعبي وهو الذي يبدأ بعبارة «لا عمر كاس الفراق المر يسقينا».
- حازت هذه الأغنية شعبية كبيرة رغم أنها لا تُبث على شاشة التليفزيون، وذلك على ما يبدو لعدم وجود تسجيل مرئي كامل لها!

## وصلات خارجية
- أغنية ألف ليلة وليلة على يوتيوب